# Bitwa pod Lubuszem (1209)
Bitwa pod Lubuszem – bitwa stoczona w 1209 roku pomiędzy oddziałami margrabiego Dolnych Łużyc Konrada II a wojskami księcia wielkopolskiego Władysława III Laskonogiego wspierającymi obrońców Lubusza.

## Historia
Na przełomie XII i XIII wieku rozpoczęła się ofensywa niemiecka w celu opanowania resztek ziem Słowian zachodnich położonych między Sprewą a Odrą oraz przejęcie ziemi lubuskiej, uważanej wówczas za „klucz do ziem polskich”. Ziemia Lubuska należała do książąt polskich i była ważnym punktem w ich polityce wobec Pomorza Zachodniego. Stanowiła też skuteczną przeszkodę broniącą ziemie polskie przed najazdami niemieckimi, była miejscem, przez które biegły ważne trakty z posiadłości saskich do Wielkopolski i na Pomorze.
W 1205 margrabia Dolnych Łużyc Konrad II ze swoim zięciem margrabią Brandenburgii Albrechtem II podzielili strefę wpływów. Albrecht planował opanowanie ujścia Odry, natomiast Konrad szykował się z wielkim rozmachem do przejęcia części ziemi lubuskiej z Lubuszem na czele, leżącym na lewym brzegu Odry. Dzięki politycznemu porozumieniu margrabia łużycki przejął kontrolę nad Kopanikiem, grodem, który stał się punktem wyjściowym do dalszych działań wojennych.
W 1207 w wyniku zamiany z księciem śląskim Henrykiem I Brodatym ziemi kaliskiej na ziemię lubuską właścicielem Lubusza został książę wielkopolski Władysław III Laskonogi. Zamiana ta miała kluczowe znaczenie dla księcia wielkopolskiego, gdyż pozwalała mu na prowadzenie aktywnej polityki u wybrzeży Morza Bałtyckiego.
W marcu 1209 po umocnieniu grodu w Kopanicy, margrabia Konrad II wkroczył do ziemi lubuskiej i obległ Lubusz. Na pomoc obleganemu grodowi wyruszył Władysław Laskonogi, będący szwagrem Konrada II (jego żoną była Elżbieta Mieszkówna). Zgodnie ze etosem rycerskim margrabia Konrad został poinformowany o dniu i miejscu czekającej go bitwy. Jednak w przeddzień wyznaczonego starcia książę Władysław przekroczył Odrę i próbował zaskoczyć przeciwnika, co jak podaje miśnieński kronikarz, nie spodobało się towarzyszącym mu rycerzom (miała im też podobno towarzyszyć czarownica wieszcząca zwycięstwo). Jednak księciu Władysławowi nie udało się zaskoczyć margrabiego Konrada, który dowiedział się o planowanym ataku i uderzył jako pierwszy. Wywiązała się bitwa, w której zwycięstwo odniosły wojska margrabiego Konrada. Późna pora dnia umożliwiła wojskom księciu Władysławowi odwrót. Jednak podczas utrudnionej, nocnej przeprawy przez bagniste tereny wiele ludzi utonęło, co powiększyło straty strony polskiej. Nieudana odsiecz Władysława Laskonogiego przyspieszyła kapitulację Lubusza, a obrońców grodu spotkał straszny los – z rozkazu margrabiego Konrada wszyscy zostali zabici przez powieszenie.
Zajęcie ważnego dla zachodnich granic Polski Lubusza zmobilizowało do działania Henryka I Brodatego, najpotężniejszego księcia polskiego. Wkrótce wykorzystał on zamieszanie po śmierci margrabiego Konrada II (6 maja 1210) i spory o jego dziedzictwo, gdyż Konrad nie pozostawił męskiego potomka. Utracone przez Władysława Laskonogiego tereny Henryk Brodaty odzyskał podczas kampanii zbrojnej, którą przeprowadził między sierpniem 1210 a marcem 1211. Książę śląski wkroczył do ziemi lubuskiej oraz Łużyc i w bliżej nieznany sposób, ubiegając margrabiego Miśni Dytryka, przejął kontrolę nad głównym grodami, między innymi nad Lubuszem i Gubinem. Zwycięska akcja Henryka Brodatego zakończyła „pierwszą wojnę o Lubusz”.